# Château de Monterminod

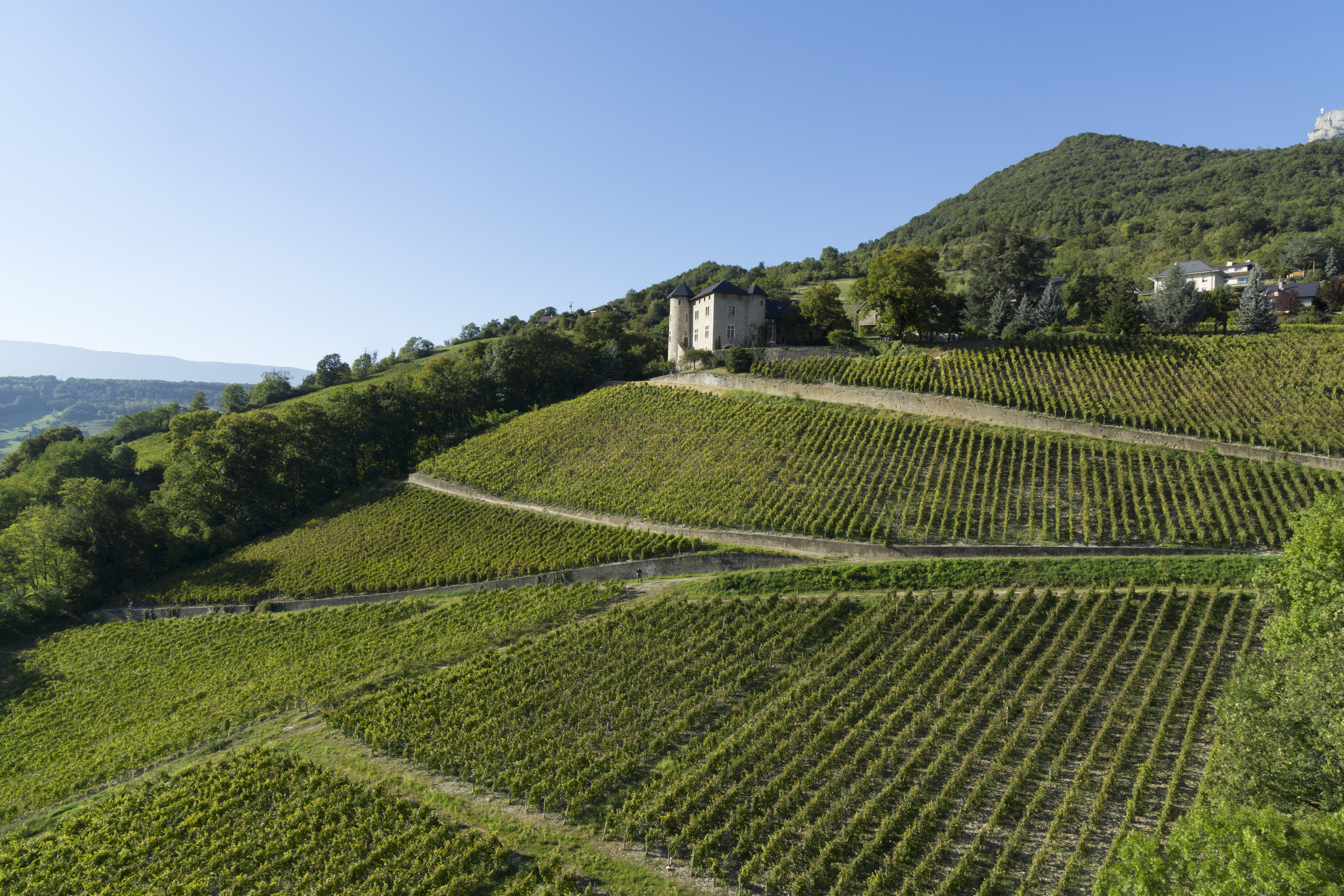
Château de Monterminod

Le château de Monterminod est un château médiéval situé dans la ville de Saint-Alban-Leysse dans la région de la Savoie en France. Le château domine le hameau du Villaret et sa situation au sommet d'une colline le rend très visible à des kilomètres de distance.
Le château était stratégiquement situé au sein du système défensif de la région. En effet, en cas d'attaque, le château de Chambéry envoyait des signaux depuis la tour principale au château de Monterminod, qui signalait à son tour un autre château, et ainsi de suite jusqu'à ce que le message atteigne la vallée de la Maurienne. Ce système permettait aux vassaux de la région de se préparer à toute attaque et de venir porter secours. Le vignoble qui entoure le château de Monterminod a été créé à la suite d'une loi du XIe siècle par Odilon de Cluny, archevêque de l'abbaye de Cluny. Le vignoble entourait déjà le château médiéval et n'a pas changé jusqu'à aujourd'hui. Le tout premier document public mentionnant le vignoble est une charte signée par Humbert aux Blanches Mains entre 1014 et 1042 pour la donation par le chevalier Aymon de Pierre Forte du vignoble dénommé Mont Erminod (qui deviendra plus tard « Monterminod » ) à Saint-Odilon, de l'abbaye de Cluny.
Du XIIIe au XVe siècle, le château fut la propriété de la famille Crochet, une famille noble dont les liens remontent aux Harvey. À cette époque, la princesse Anne de Chypre, surnommée « la plus belle princesse du monde », devenue duchesse de Savoie en épousant son époux, donna son nom au cépage qu'elle rapporta avec elle de Paris, le cépage Altesse.
Le Château de Monterminod a changé de mains à plusieurs reprises entre le XVe et le XXe siècle jusqu'en 1955, date à laquelle Joseph Girard, un négociant en vins réputé de la région, en a acquis la propriété. Depuis lors, la propriété est détenue et entretenue par la même famille.